# Susannah Grant
Susannah Grant (* 4. Januar 1963 in New York) ist eine US-amerikanische Drehbuchautorin und Regisseurin.

## Leben
Grant begann ihre Karriere 1994 als Drehbuchautorin der amerikanischen Fernsehserie Party of Five. Im gleichen Jahr arbeitete sie für Pocahontas erstmals für einen Kinofilm. 1998 folgte Auf immer und ewig mit Drew Barrymore und Anjelica Huston. 2000 schrieb Grant das Drehbuch für 28 Tage mit Sandra Bullock und Viggo Mortensen in den Hauptrollen. Im selben Jahr arbeitete sie für Erin Brockovich mit Regisseur Steven Soderbergh. Für diesen Film wurde Susannah Grant unter anderen für den Oscar und den BAFTA Award nominiert. Nach weiteren Drehbüchern zu In den Schuhen meiner Schwester und Schweinchen Wilbur und seine Freunde gab Grant 2006 mit Lieben und lassen ihr Regiedebüt.
Weitete Film- und Fernseharbeiten folgten, darunter die Serie A Gifted Man. 2019 wurde die Serie Unbelievable veröffentlicht, an deren Entwicklung sie mitwirkte und an der sie auch als Regisseurin beteiligt war.

## Filmografie (Auswahl)
- 1998: Auf immer und ewig (Ever After: A Cinderella Story)
- 2000: 28 Tage (28 Days)
- 2000: Erin Brockovich
- 2009: Der Solist (The Soloist)
- 2011–2012: A Gifted Man (Fernsehserie)
- 2016: Die 5. Welle (The 5th Wave)
- 2016: Auf Treu und Glauben (Confirmation)
- 2019: Unbelievable (Fernsehserie)
- 2024: Lonely Planet: Liebe in Marokko (Lonely Planet)